# Дзанникеллиевые
Дзаннике́ллиевые, или Заникеллиевые (лат. Zannichelliáceae) — относительно небольшое семейство, содержащее всего 4 рода и около 15 видов высокоспециализированных водных растений.

## Распространение и экология
Представители семейства широко, но спорадично распространены в пресных и солоноватых водоёмах обоих полушарий, исключая Арктику и значительную часть таёжной Евразии и Северной Америки. Почти по всему ареалу семейства (за исключением Австралии), в том числе и на территории России, распространён его наиболее крупный род — Дзанникеллия (Zannichellia) с 9—10 видами. Род Лепилена (Lepilaena) с 4 видами встречается только в Австралии и Новой Зеландии, а монотипный род Псевдальтения (Pseudalthenia) — в Южной Африке. Ареал другого монотипного рода — альтении (Althenia) — ещё недавно считался ограниченным Западным Средиземноморьем. Лишь в 1975 году неожиданно выяснилось, что единственный вид этого рода — Альтения нитевидная (Althenia filiformis) — не только встречается на территории России, но и имеет здесь значительную часть своего ареала: от Ростовской области (Манычские озёра) до предгорий Алтая. Одновременно этот вид был обнаружен также в Турции. Такое «расширение» ареала альтении в самое последнее время объясняется невзрачным обликом этого растения, как, впрочем, и всех других дзанникеллиевых. Даже опытные коллекторы (сборщики растений) нередко принимают их за проростки или вегетативные побеги других водных растений, чаще всего узколистных видов рдеста (Potamogeton).

## Ботаническое описание
Дзанникеллиевые — полностью погружённые в воду растения и обычно прикреплены ко дну водоёмов с помощью тонких ползучих корневищ, но могут продолжать своё развитие и в свободно плавающем состоянии. Большинство видов — многолетники с длительно существующими или распадающимися на зиму стеблями. Однако в пересыхающих водоёмах они могут вести себя как однолетники, образуя большое количество плодов. Капский эндемик псевдальтения Ашерсона (Pseudalthenia aschersoniana) обитает только в пересыхающих водоёмах и ежегодно отмирает, являясь уже настоящим однолетником. Корневища дзанникеллии почти не отличаются по внешнему виду от часто также стелющихся по дну стеблей, но у представителей других родов они более обособлены и имеют в узлах опадающие чешуевидные листья.
Нередко сильно разветвлённые, тонкие и гибкие стебли дзанникеллиевых несут узколинейные, часто нитевидные сидячие листья с одной не всегда заметной жилкой. Они могут располагаться очерёдно, супротивно или в ложных мутовках по 3, а на верхушках побегов иногда сближаются пучками. У дзанникеллии листья у основания имеют свободные, охватывающие стебель прилистники, у других родов прилистники срастаются с нижней частью листьев, образуя влагалища. У альтении влагалища в значительной части перепончатые и заканчивающиеся на верхушке язычкоподобным выростом.
Как и у многих других высокоспециализированных водных растений, у дзанникеллиевых всегда однополые цветки сильно редуцированы. Цветки дзанникеллии расположены в узлах стебля обычно по 2, но принадлежат к разным полам. Мужские цветки представлены всего одной, эфемерно существующей тычинкой с быстро удлиняющейся во время цветения нитью и пыльниками с (2) 4 (8) гнёздами и выступающим над гнёздами острым выростом связника — надсвязником. Расположенный рядом женский цветок состоит из (1)2—5(9) свободных плодолистиков, окружённых чашевидным или трубчатым покрывалом, которое обычно принимается за сросшиеся друг с другом листочки околоцветника. Казалось бы, расположенные рядом мужской и женский цветки можно принять за один обоеполый цветок, однако эти цветки заканчивают собой самостоятельные, хотя и сильно укороченные побеги: мужской цветок — пазушный боковой побег, а женский цветок — продолжение главного побега над узлом. В этом же узле симподиально образуется вегетативный побег, являющийся продолжением стебля. Каждый плодолистик содержит один ортотропный семязачаток и имеет на верхушке более или менее длинный столбик, заканчивающийся крупным воронковидным рыльцем.
К дзанникеллии близка по строению цветков псевдальтения, у которой, однако, мужские цветки всегда имеют пыльники с 8 гнездами, а женские цветки состоят только из одного плодолистика, окруженного покрывалообразным околоцветником. У двух остальных родов — альтении и лепилены — цветки образуются на верхушках облиственных побегов. При этом мужские цветки имеют очень мелкий трехлопастный околоцветник, расположенный непосредственно под пыльником, а обычно трех-плодолистиковый гинецей окружен околоцветником из 3 свободных сегментов, расположенных против плодолистиков. У альтении пыльники одногнездные, а рыльце в виде небольшой щитковидной воронки, на верхушке длинного и тонкого столбика. У лепилены пыльники обычно с 4—12 гнездами, а рыльце булавовидное. У очень обособленной новозеландской лепилены двугнездной (Lepilaena bilocularis) пыльники с 2 гнездами, а рыльце языковидное, по краю перистонадрезанное.
Плоды дзанникеллиевых состоят из нескольких, реже одного, односемянных невскрывающихся костянковидных плодиков, основание которых разрастается, образуя более или менее длинную, иногда равную по длине расширенной части плода ножку. У дзанникеллии плодики продольно килеватые, немного дуговидно согнутые; у других родов обычно прямые, эллипсоидальные.
Значительная редукция цветков у дзанникеллиевых допускает различные гипотезы, объясняющие их строение. Единственный пыльник мужского цветка дзанникеллии и лепилены нередко принимается за результат срастания 2 или 3 сидячих пыльников, а тычиночная нить — за ножку соцветия, в пользу чего свидетельствует расположение околоцветника не у основания нити, а у основания пыльника у мужских цветков альтении и лепилены. Некоторые авторы принимают плодолистики женских цветков за отдельные цветки, а расположенные супротивно им листочки околоцветника — за прицветники.
Виды дзанникеллиевых приспособлены к водоёмам с разной степенью солёности. Широко распространенная дзанникеллия болотная (Zannichelia palustris) встречается в пресных или едва солоноватых водоёмах, а более галофильная дзанникеллия длинноножковая (Zannichelia pedunculata) — в приморских лагунах и солёных озёрах. Альтения нитевидная встречается только в горько-солёных озёрах. При этом даже в пределах одного и того же вида наблюдается интересная корреляция между галофильностью и строением плодиков: чем солонее вода в водоёме, тем длиннее ножки плодиков и их столбики. По-видимому, эта особенность связана с какими-то особенностями опыления в солёной воде.
Шаровидные или почти шаровидные пыльцевые зёрна дзанникеллиевых тяжелее воды и после вскрытия пыльников медленно опускаются на дно. При этом некоторые из них попадают на воронковидные рыльца женских цветков. Дзанникеллиевые обычно растут большими колониями и образуют множество цветков, так что возможности опыления здесь довольно велики. Самоопылению у однодомных родов — дзанникеллии и псевдальтении в какой-то степени препятствует более раннее развитие мужских цветков, а у родов альтении и лепилены — двудомность: мужские и женские цветки развиваются на разных особях.
Плодики дзанникеллиевых обычно падают на дно, но могут переноситься водными потоками, а также по поверхности воды вместе с побегами материнского растения, на которых зрелые плоды остаются довольно долго. По-видимому, они могут также распространяться поедающими их животными — рыбами и водоплавающими птицами.